# Sulgenbach (Aare)
Der Sulgenbach, im oberen Teil auch "Könizbach", ist ein Bach auf dem Gebiet der Schweizer Gemeinden Köniz und Bern.

## Name
Sein  Name leitet sich vermutlich ab von althochdeutsch *sulaga oder *solaga 'Lache, Pfütze'.

## Geographie

### Verlauf

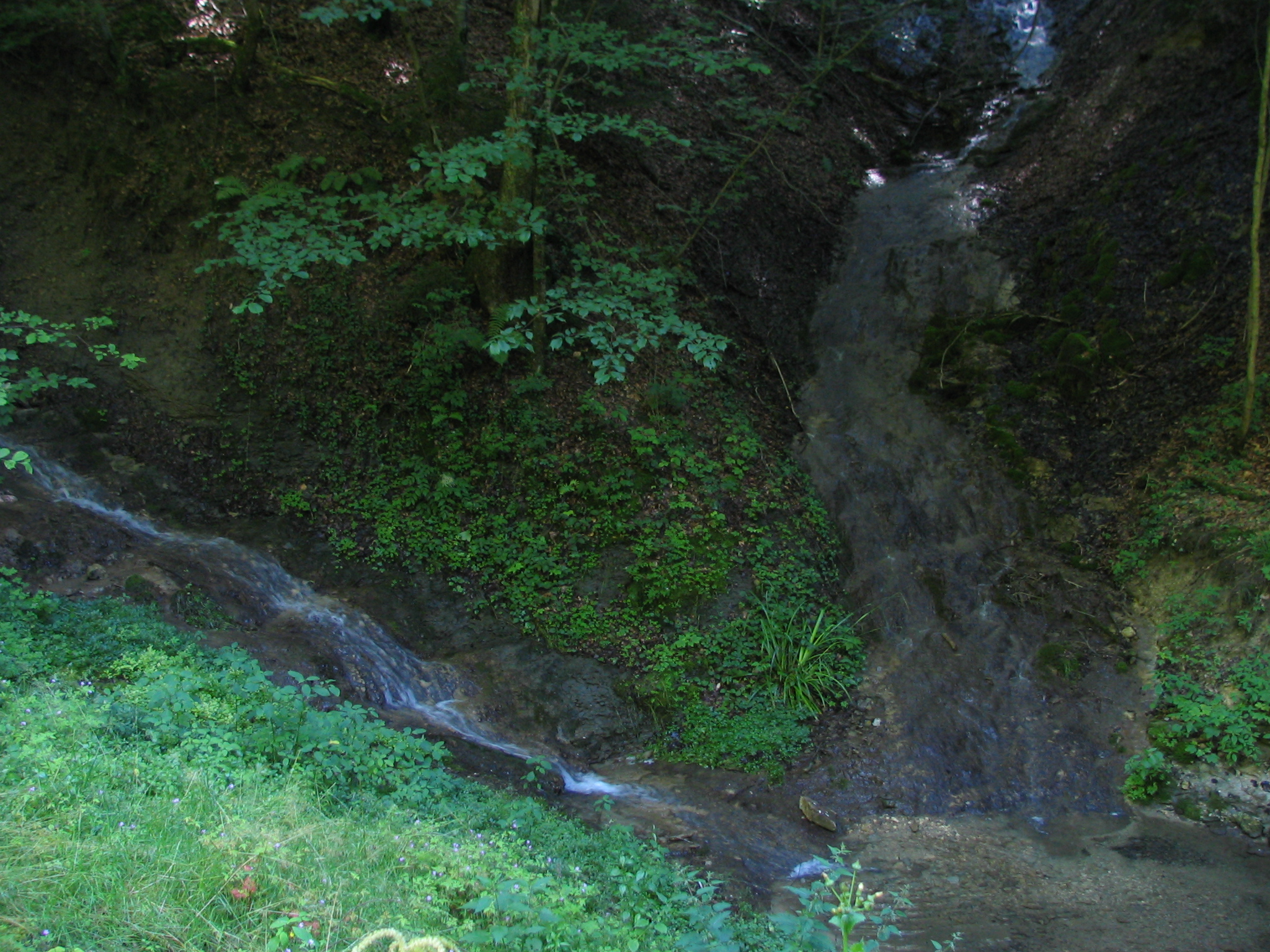
Zwei Arme des Sulgenbachs vereinigen sich im Gummersloch

Der Sulgenbach entspringt in der Nähe des Gummerslochs beziehungsweise in der Nähe von Kühlewil (Gemeinde Wald) auf 815 m ü. M. und fliesst eingedolt bei der Deponie Gummersloch hindurch, dann wieder frei bis ins Tal und anschliessend in nordwestlicher Richtung durch das Gurten- oder Köniztal bis zum Friedhof Köniz (etwa 600 m ü. M.). Von dort an ist er heute bis zur Einmündung in die Aare kanalisiert und fließt meistens unterirdisch.
Im Dorf Köniz nimmt er den Dorfbach auf, dessen entfernteste Quelle bei Herzwil liegt. Weiter fliesst er zwischen der Könizsstrasse und der S-Bahnlinie und gelangt beim Schloss Holligen auf das Stadtgebiet von Bern. Beim Loryplatz nahm er vor dessen Umleitung durch die Berner Altstadt den Stadtbach auf. Später stand hier eine Stoffdruckerei am Bach. Anschliessend fliesst er ungefähr über Konsumstrasse und Philosophenweg in zwei Armen zum Eigerplatz und über die Eigerstrasse an der tiefsten Stelle zwischen dem Stadtzentrum und dem ansteigenden Gurten unter dem heutigen Gebäude Titanic II des Bundesamts für Informatik und Telekommunikation durch bis zum Bereich des bis 2005 existierenden, heute überbauten Scheuerrains. Dort fliesst er über die Geländekante ins Marziliquartier (von 521 auf 503 m ü. M.) und wiederum in mehreren Armen in die Aare.
An der Oberfläche sichtbar wird der Sulgenbach in der ab 2008 bezogenen Siedlung Weissenstein-Neumatt im Grenzgebiet von Köniz und Bern. Er wird hier tagsüber aus seinem unterirdischen Kanal in ein künstliches Bachbett hochgepumpt und fliesst 250 Meter genau auf der Gemeindegrenze.

Impressionen vom Sulgenbach
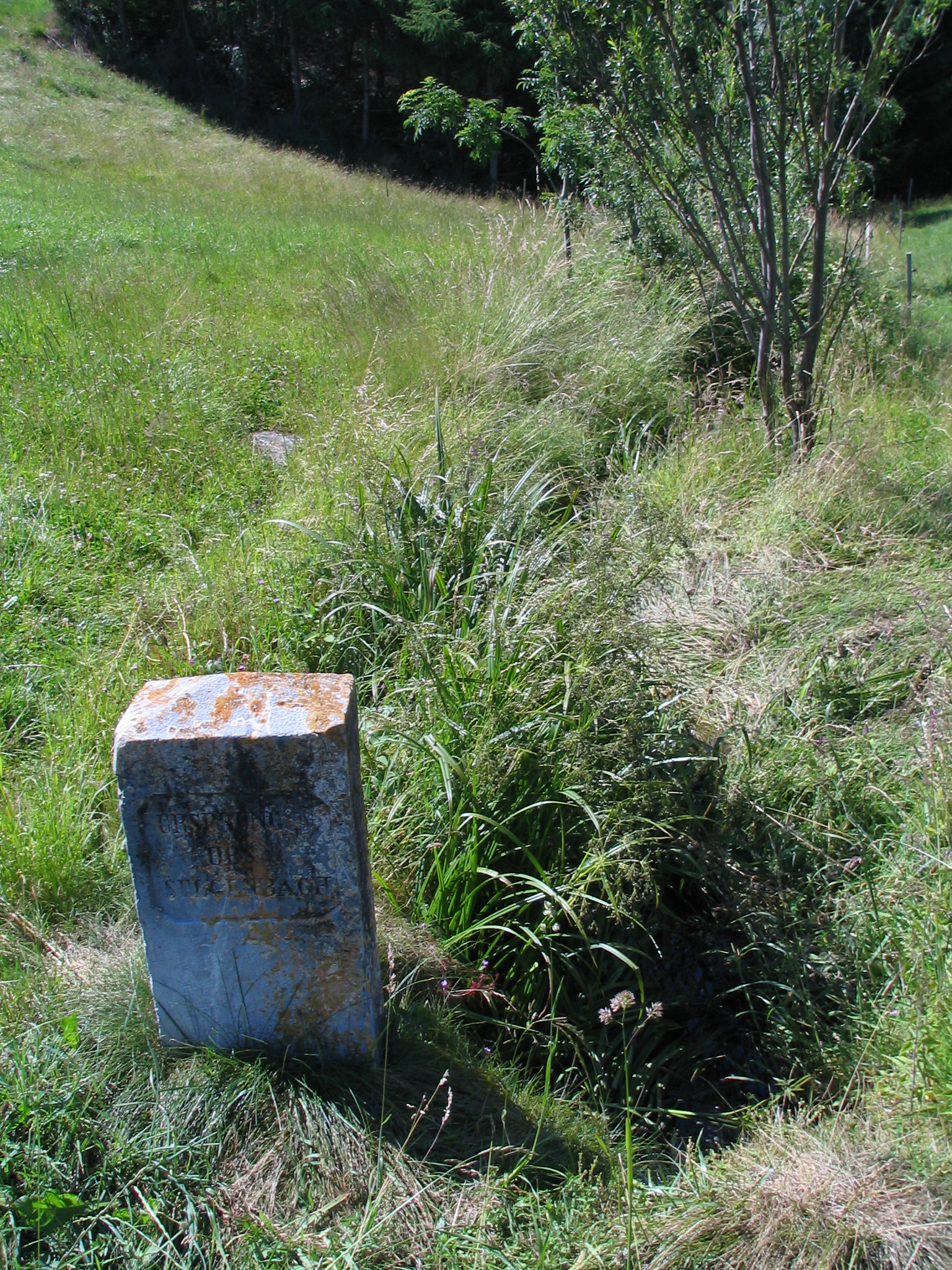
Stein mit der Inschrift „Ursprung des Sulgenbach“
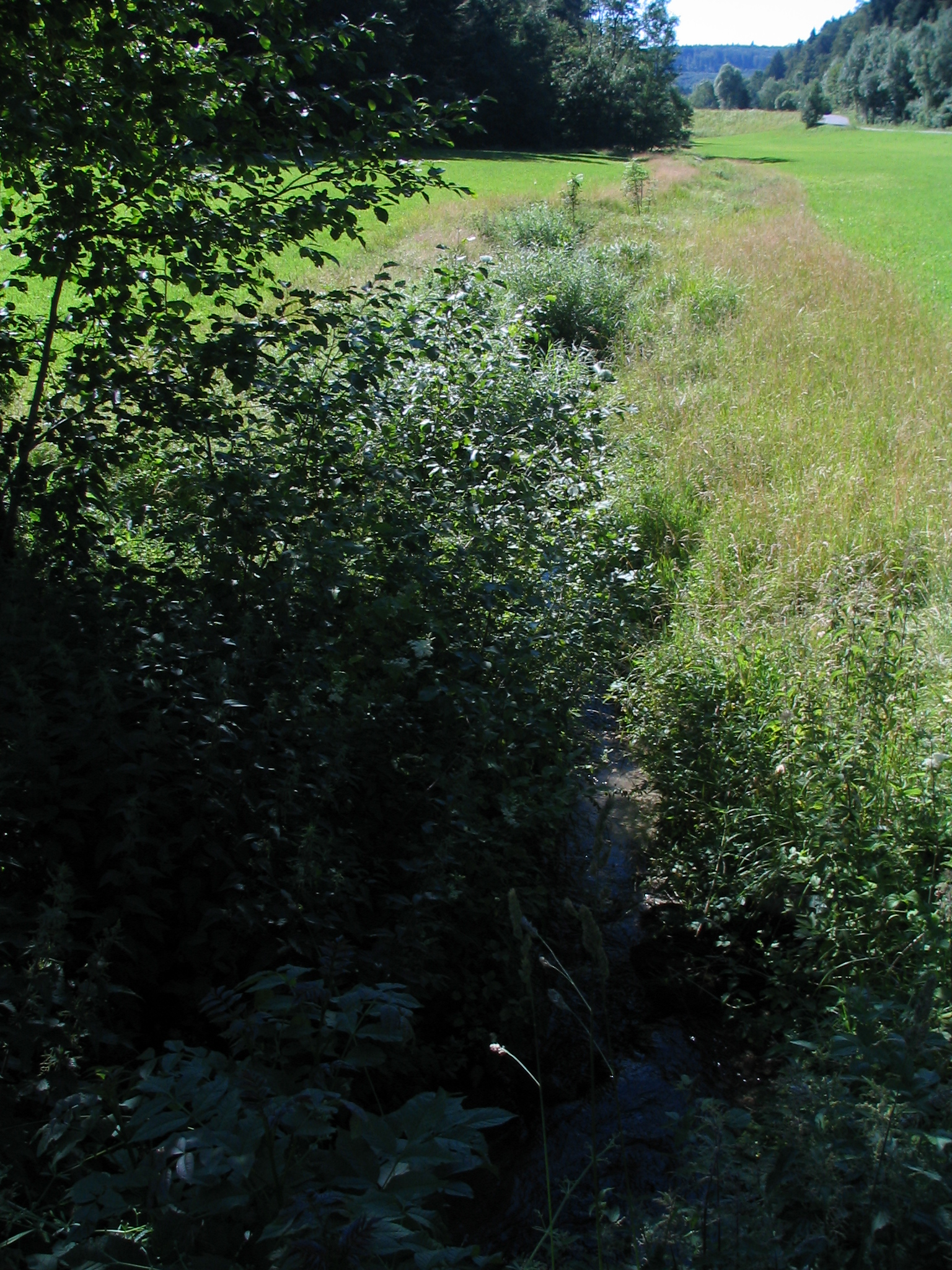
Der Sulgenbach im Köniztal
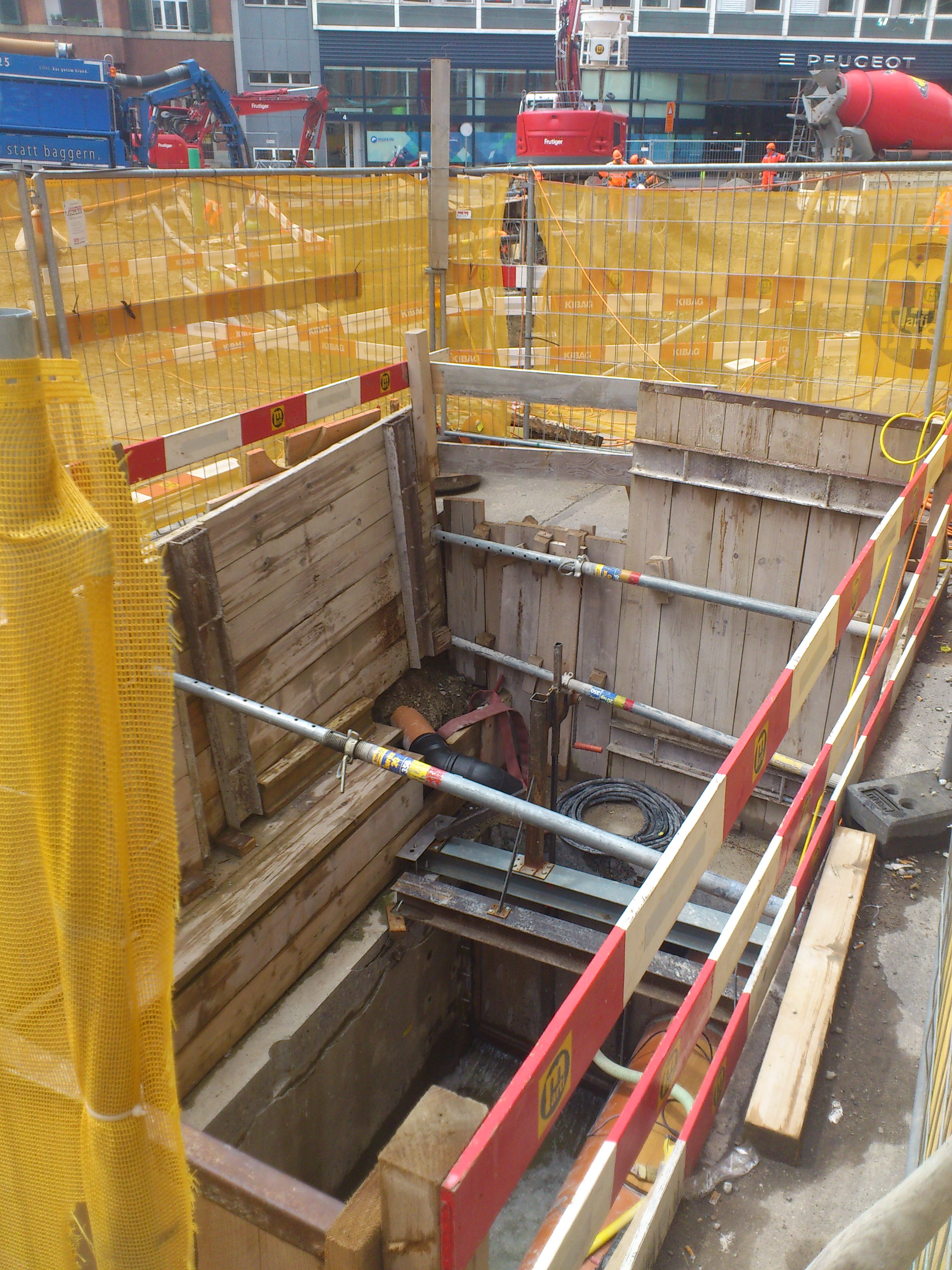
Sulgenbach unter dem Eigerplatz in der Stadt Bern

### Zuflüsse
- Allmitbach (links), 0,7 km
- Looslibach (links), 1,1 km
- Trottebüelbach (rechts), 0,7 km
- Rossacherbach (rechts), 0,4 km
- Schliernbergbach (links), 0,3 km
- Jennershusbach (rechts), 0,4 km
- Margelbach (links), 2,3 km, 1,32 km²
- Dammbach (rechts), 0,2 km
- Holebach (rechts), 0,4 km
- Bachtelebach (links), 1,0 km
- Dorfbach (links), 2,0 km

## Geschichte
Am Bach zwischen dem heutigen Eigerplatz und der heutigen Monbijoustrasse stand das Dorf Sulgen, heute das Quartier Sulgenbach der Stadt Bern. Der Sulgenbach wurde früher gewerblich genutzt. Im Haus Sulgenbachstrasse 18 beim Eigerplatz etwa bestand bis 1955 eine Parkettfabrik an einem vom Sulgenbach abgeleiteten Kanal, der ein Wasserrad antrieb. Im Haus ist heute die Berufs-, Fach- und Fortbildungsschule BFF Bern untergebracht. Im Bereich des heute vom Gebäude Titanic II eingenommenen Gebiets bestanden verschiedene Gewerbebauten. Am Giessereiweg und auch im Marzili profitierten verschiedene Betriebe von den Wasserläufen des Bachs.
Zum Betreiben einer Mühle und einer Ölmühle beim Schloss Köniz wurde der Sulgenbach früher in einem angelegten Kanal vom Köniztal mit wenig Gefälle neben dem alten Friedhof herangeführt. Im neuen Friedhof ist dieser Teil des Sulgenbachs nur noch beim Gemeinschaftsgrab und nördlich der Aufbahrungshalle sichtbar.
Der Sulgenbach wurde vom Berner Autor Martin Bieri in seinem literarischen Werk Henzi Sulgenbach im Titel erwähnt, weil sich 1749 die Männer der Henzi-Verschwörung an diesem, genau gesagt am Giessereiweg 22 trafen.